# Каныгин, Игорь Владимирович
Игорь Владимирович Каныгин (бел. Ігар Уладзіміравіч Каныгін; род. 6 июня 1956, Витебск) — советский борец классического (греко-римского) стиля. Заслуженный мастер спорта СССР (1981), до 90 кг. Капитан сборной СССР на протяжении многих лет. Серебряный призёр Олимпийских игр 1980 года.

## Биография
В 1980 году выиграл свой первый чемпионат СССР и стал чемпионом Европы победив в финальной схватке Франка Андерссона.
На Олимпийских играх 1980 года: в первом круге выиграл у болгарина Стояна Николова; во втором круге выиграл у румына Петре Дику; в третьем круге победил (10:2) поляка Чеслава Квециньского; в четвертом круге победил (7:5) шведа Франка Андерссона.
В решающей схватке Игорь уступил (6:7) венгру Норберту Нёвеньи и остался с серебряной наградой. После финала двукратный олимпийский чемпион Валерий Резанцев, секундировавший витебчанину, сказал: «Спасибо, Игорь. Такими проигрышами иные гордятся всю жизнь». Олимпиада стала громадным эмоциональным испытанием для спортсмена. По его признанию, целый месяц после этого болела голова от пережитого напряжения.
Игорь Каныгин пропустил Олимпийские игры 1984 года из-за советского бойкота Олимпийских игр в Лос-Анджелесе. В 1984 году он выиграл золото на Играх Дружбы-84, победив Норберта Нёвеньи в финальной схватке. В 1985 году выиграл турнир под названием «Абсолютный Чемпионат Мира» в Японии, победив в финале олимпийского чемпиона Лос-Анджелеса Стива Фрейзера.
2-х кратный чемпион мира (1981, 1983, 1985). Также был серебряным призером Чемпионата Мира в 1985 году и бронзовым в 1982.
- 4-х кратный обладатель Кубка Мира (1982, 1984, 1986, 1985);
- 4-х кратный чемпион Европы (1980, 1982, 1983, 1985), в 1984 стал серебряным призером.
- 4-х кратный чемпион СССР (1980, 1982, 1984, 1987).

Неоднократно на чемпионатах мира, Европы и Олимпийских играх встречался с Франком Андерссоном и одержал победу во всех личных схватках.
Выступал за «Динамо» Витебск. Награждён орденом Дружбы народов (1985), медалью «За трудовую доблесть» (1980).
Ученик заслуженного тренера СССР Владимира Николаевича Изопольского. Живёт в Витебске.
Главный тренер сборной СССР по борьбе Геннадий Сапунов об Игоре Каныгине: «Возьмем Игоря Каныгина. У него очень мощные руки, и все приемы он делал под себя, буквально сбивая противника жестким напором. Такого стиля я больше не видел ни у кого. Каныгин является одним из самых выносливых атлетов в своей весовой категории».
Ежегодно в городе Витебске проводится Международный турнир по греко-римской борьбе на призы Игоря Каныгина, который является финальным этапом формирования Национальной команды для участия на Чемпионатах Мира.